# Convocazioni per il campionato europeo maschile under 21 di calcio 1996
I giocatori in grassetto sono arrivati a giocare a livello internazionale (di club o nazionali).

## Francia
Allenatore:  Raymond Domenech
| N. | Pos. | Giocatore               | Data nascita (età) | Pres. | Squadra     |
| -- | ---- | ----------------------- | ------------------ | ----- | ----------- |
| 1  | P    | Lionel Letizi           | 28 maggio 1973     |       | Nice        |
| 2  | D    | Martin Djetou           | 15 dicembre 1974   |       | Strasbourg  |
| 3  | D    | Jérôme Bonnissel        | 4 gennaio 1973     |       | Montpellier |
| 4  | D    | Florent Laville         | 7 agosto 1973      |       | Lyon        |
| 5  | D    | Patrick Moreau          | 3 novembre 1973    |       | Bastia      |
| 6  | C    | Patrick Vieira          | 23 giugno 1976     |       | Milan       |
| 7  | C    | Claude Makélélé         | 18 febbraio 1973   |       | Nantes      |
| 8  | C    | Vikash Dhorasoo         | 10 ottobre 1973    |       | Le Havre    |
| 9  | A    | Florian Maurice         | 20 maggio 1974     |       | Lyon        |
| 10 | C    | Charles-Édouard Coridon | 9 aprile 1973      |       | Guingamp    |
| 11 | C    | Robert Pirès            | 29 ottobre 1973    |       | Metz        |
| 12 | D    | Yannick Rott            | 27 settembre 1974  |       | Strasbourg  |
| 13 | C    | Vincent Candela         | 24 ottobre 1973    |       | Guingamp    |
| 14 | C    | Olivier Dacourt         | 25 settembre 1974  |       | Strasbourg  |
| 15 | A    | Tony Vairelles          | 10 aprile 1973     |       | Lens        |
| 16 | P    | Vincent Fernandez       | 31 gennaio 1975    |       | Châteauroux |
| 17 | A    | Pierre-Yves André       | 14 maggio 1974     |       | Rennes      |
| 18 | A    | Sylvain Wiltord         | 10 maggio 1974     |       | Rennes      |

## Italia
Allenatore:  Cesare Maldini
| N. | Pos. | Giocatore           | Data nascita (età) | Pres. | Squadra        |
| -- | ---- | ------------------- | ------------------ | ----- | -------------- |
| 1  | P    | Angelo Pagotto      | 21 novembre 1973   |       | Sampdoria      |
| 2  | D    | Christian Panucci   | 12 aprile 1973     |       | Milan          |
| 3  | D    | Alessandro Pistone  | 27 luglio 1975     |       | Internazionale |
| 4  | D    | Fabio Cannavaro     | 13 settembre 1973  |       | Parma          |
| 5  | D    | Fabio Galante       | 20 novembre 1973   |       | Genoa          |
| 6  | D    | Salvatore Fresi     | 16 gennaio 1973    |       | Internazionale |
| 7  | D    | Luigi Sartor        | 30 gennaio 1975    |       | Vicenza        |
| 8  | D    | Alessandro Nesta    | 19 marzo 1976      |       | Lazio          |
| 9  | A    | Nicola Amoruso      | 29 agosto 1974     |       | Padova         |
| 10 | C    | Massimo Brambilla   | 4 marzo 1973       |       | Parma          |
| 11 | C    | Fabio Pecchia       | 24 agosto 1973     |       | Napoli         |
| 12 | P    | Gianluigi Buffon    | 28 gennaio 1978    |       | Parma          |
| 13 | C    | Raffaele Ametrano   | 15 febbraio 1973   |       | Udinese        |
| 14 | C    | Damiano Tommasi     | 17 maggio 1974     |       | Hellas Verona  |
| 15 | C    | Alessio Tacchinardi | 23 luglio 1975     |       | Juventus       |
| 16 | A    | Marco Delvecchio    | 7 aprile 1973      |       | Roma           |
| 17 | A    | Domenico Morfeo     | 16 gennaio 1976    |       | Atalanta       |
| 18 | A    | Francesco Totti     | 27 settembre 1976  |       | Roma           |

## Scozia
Allenatore:  Tommy Craig
| N. | Pos. | Giocatore                  | Data nascita (età) | Pres. | Squadra              |
| -- | ---- | -------------------------- | ------------------ | ----- | -------------------- |
| 1  | P    | Derek Stillie              | 3 dicembre 1973    |       | Aberdeen             |
| 2  | D    | Scott Marshall             | 1º maggio 1973     |       | Arsenal              |
| 3  | D    | Jackie McNamara            | 24 ottobre 1973    |       | Celtic               |
| 4  | D    | Steven Pressley            | 11 ottobre 1973    |       | Dundee United        |
| 5  | D    | Christian Dailly           | 23 ottobre 1973    |       | Dundee United        |
| 6  | C    | Jamie Fullarton (Capitano) | 20 luglio 1974     |       | St. Mirren           |
| 7  | A    | Stevie Crawford            | 9 gennaio 1974     |       | Raith Rovers         |
| 8  | C    | Charlie Miller             | 18 marzo 1976      |       | Rangers              |
| 9  | A    | Jim Hamilton               | 9 febbraio 1976    |       | Dundee               |
| 10 | A    | Simon Donnelly             | 1º dicembre 1974   |       | Celtic               |
| 11 | C    | Allan Johnston             | 14 dicembre 1973   |       | Hearts of Midlothian |
| 12 | P    | Colin Meldrum              | 26 novembre 1975   |       | Kilmarnock           |
| 13 | D    | Stuart Gray                | 18 dicembre 1973   |       | Celtic               |
| 14 | D    | Martin Baker               | 8 giugno 1974      |       | St. Mirren           |
| 15 | D    | Stephen Glass              | 23 maggio 1976     |       | Aberdeen             |
| 16 | C    | Neil Murray                | 21 febbraio 1973   |       | Rangers              |
| 17 | C    | Andy Liddell               | 28 giugno 1973     |       | Barnsley             |
| 18 | A    | Brian McLaughlin           | 14 maggio 1974     |       | Celtic               |

## Spagna
Allenatore:  Javier Clemente
| N. | Pos. | Giocatore          | Data nascita (età) | Pres. | Squadra         |
| -- | ---- | ------------------ | ------------------ | ----- | --------------- |
| 1  | P    | Juan Luis Mora     | 12 luglio 1973     |       | Real Oviedo     |
| 2  | C    | Gaizka Mendieta    | 27 marzo 1974      |       | Valencia        |
| 3  | D    | Agustín Aranzábal  | 15 marzo 1973      |       | Real Sociedad   |
| 4  | D    | Javi Navarro       | 6 febbraio 1974    |       | Valencia        |
| 5  | D    | Santi              | 9 marzo 1974       |       | Atlético Madrid |
| 6  | C    | Óscar              | 26 aprile 1973     |       | Barcellona      |
| 7  | A    | Raúl               | 27 giugno 1977     |       | Real Madrid     |
| 8  | C    | Roberto            | 15 gennaio 1973    |       | Espanyol        |
| 9  | D    | Sergio Corino      | 10 ottobre 1974    |       | Athletic Bilbao |
| 10 | C    | José Ignacio       | 28 settembre 1973  |       | Valencia        |
| 11 | C    | Iñigo Idiakez      | 8 novembre 1973    |       | Real Sociedad   |
| 12 | D    | Aitor Karanka      | 8 agosto 1973      |       | Athletic Bilbao |
| 13 | P    | Jorge Aizkorreta   | 6 febbraio 1974    |       | Athletic Bilbao |
| 14 | A    | Fernando Morientes | 5 aprile 1976      |       | Real Zaragoza   |
| 15 | C    | Iván de la Peña    | 6 maggio 1975      |       | Barcellona      |
| 16 | A    | Jordi Lardín       | 4 giugno 1973      |       | Espanyol        |
| 17 | D    | Sietes             | 18 febbraio 1974   |       | Valencia        |
| 18 | A    | Javier de Pedro    | 4 agosto 1973      |       | Real Sociedad   |